# المصلحة العامة (لوست)
«المصلحة العامّة» (بالإنجليزية: The Greater Good) هي الحلقة الحادية والعشرون من الموسم الأول من لوست. أخرج الحلقة ديفيد غروسمان وكتبها ليونارد ديك. تم بثها لأول مرة في 4 مايو 2005، على قناة ABC. ظهرت شخصية سعيد جراح (نافين أندروز) في فلاشباك الحلقة.

## القصة

### الفلاشباك
تم القبض على سعيد في مطار هيثرو بتهم ملفقة تتعلق بالإرهاب، وتم تجنيده كمخبر من قبل المخابرات الأسترالية ووكالة المخابرات المركزية، اللذان يطلبان منه التسلل إلى خلية إرهابية في سيدني ينتمي إليها صديقه القديم عصام. يوافق بعد أن أوضحوا أنهم يعرفون مكان ناديا. تبين أنه بعد مساعدتها على الفرار منذ عدة سنوات، غادر سعيد العراق وهو يسافر حول العالم في محاولة للعثور عليها منذ ذلك الحين. يطير سعيد إلى سيدني ويتسلل إلى الخلية الإرهابية، ويخبر العملاء أن عصام قريب منه، ويمكنه إحضاره. يطلب منه العملاء إقناع عصام بالمضي قدمًا في التفجير الانتحاري ليقودهم إلى المتفجرات وتتهدد حياة ناديا عندما يحاول سعيد الرفض. في يوم العملية، يكشف سعيد أنه مخبر، ويقتل عصام نفسه. بعد وفاة عصام، أخبر العملاء سعيد أين تعيش ناديا في كاليفورنيا، وسلموه تذكرة طائرة ومالًا. يستفسر سعيد عن جثة عصام وقيل إنه بما أن لا أحد يطالب بها فستحترق الجثة. يصر سعيد على استلام الجثة بنفسه، لأن عصام كان رجلاً مسلماً (والمسلمون يؤمنون بالدفن لا بالحرق). عندما قيل له إن رحلته في غضون ساعتين مما يجعله لا يتمكن من استلام الجثة، طلب سعيد منهم إعادة جدولة رحلته لليوم التالي، وهو ما وافقوا عليه.

### على الجزيرة
في الكهوف، يراقب سعيد شانون راذرفورد (ماجي جريس) التي في حِداد، قبل أن يسأل عما إذا كان بإمكانه فعل أي شيء لها. في الوقت نفسه، تتعقب كيت أوستن (إيفانجلين ليلي ) جاك شيبارد (ماثيو فوكس) المنهك. جاك يلوم جون لوك (تيري أوكوين) على وفاة بون كارلايل (إيان سومرهالدر)، لكن كيت تناشد جاك للتراجع. على الشاطئ، قام الناجون بدفن بون. أثناء الجنازة، وصل لوك وحاول شرح ما حدث، لكن جاك يتجاهله ويتعارك معه غاضباً.
بعد ذلك، يشرح جاك لسعيد، وصن-هوا كوون (يونجين كيم)، وكيت أن لوك يكذب، لكنهم يصرون على أن جاك يجب أن يرتاح. لوك يطلب السماح من شانون ولكن دون جدوى. وبدلاً من ذلك، تذهب شانون إلى سعيد وتسأل عما إذا كان بإمكانه فعل شيء حيال لوك من أجلها (مما يعني أنها تريده أن يقتل لوك).
في هذه الأثناء، أخبر تشارلي بيس (دومينيك موناغان) كلير ليتلتون (إميلي دي رافين) أنها بحاجة إلى الراحة، وعلى الرغم من أنها مترددة في البداية، فإنها تسمح له برعاية طفلها. يواجه تشارلي وقتًا عصيبًا في جعل الطفل يتوقف عن البكاء، حتى أن هوغو "هيرلي" رييس (خورخي غارسيا) يغني أغنية«أشعر بحالة جيدة» دون جدوى، لكنه اكتشف أخيرًا أن صوت سوير يهدأ الطفل.
تحاول كيت الاعتناء بجاك، الذي يصر بعناد على أنه بحاجة للتعامل مع لوك. مدركة أنه سيحاول ذلك على الأرجح، خدرت كيت عصيره ووقع نائماً، مما يترك سعيد في التعامل مع لوك. يصل سعيد إلى الكهوف ويبدأ في استجواب لوك، ويطلب من لوك أن يريه البيتشكرافت. أثناء سيرهم إليها، استجوب سعيد لوك، الذي أدرك تمامًا ما يفعله سعيد. عند وصولهم إلى الطائرة، تتصاعد لعبة القط والفأر. يخبر سعيد لوك أنه يعلم أن لوك لديه مسدس، ويقوم لوك بتسليمه. ثم يكشف أنه هو الذي ضرب سعيد على رأسه عندما كان يحاول تثليث إشارة الاستغاثة. هذا يغضب سعيد، الذي يسحب سلاحه على لوك ويسأله عن الفتحة. لوك يكذب قائلاً إن بون كان يتحدث عن فتحات الطائرة.
يعود سعيد إلى الشاطئ ويشرح لشانون أنه يعتقد أن لوك لم يقصد إيذاء بون. هذا يدفع شانون الغاضبة إلى أخذ الأمور بيديها. شانون تسرق مفتاح حقيبة الأسلحة من جاك النائم، وتواجه لوك في الغابة. تصل كيت وجاك وسعيد أثناء المواجهة، لكن شانون ترفض التراجع. تاركة سعيد بلا خيار، الذي يعثر شانون تمامًا وهي تطلق النار، والرصاصة كادت تتوجه نحو رأس لوك.
في تلك الليلة قام سعيد بزيارة لوك الذي يشكره على إنقاذ حياته. يجيب سعيد أنه فعل ذلك فقط لأنه يعتقد أن لوك هو أفضل فرصة لهم للبقاء على قيد الحياة. ثم يخبر لوك ليأخذه إلى الفتحة.

## آراء النقاد
17.2 مليون مشاهد أمريكي تابعوا هذه الحلقة. علق كريس كارابوت من IGN قائلاً: «لم يكن لدى [بون وشانون] سوى القليل جدًا للقيام به هذا الموسم. خاصةً شانون، التي كانت نقطة فائدتها القصوى هي فك رموز وثائق روسو لسعيد. حسنًا، تم منح ماجي جريس فرصة للتألق وهي تقوم بعمل مقبول كشقيقة مذهولة تبحث الآن عن شخص تلومه على وفاة بون. لقد حصلنا أخيرًا على بعض العمق الحقيقي لشخصية شانون وسعيها للانتقام أمر يمكن تصديقه».

## روابط خارجية
- «المصلحة العامة» في ABC
- «المصلحة العامة» على قاعدة بيانات الأفلام على الإنترنت

1. ↑  "Lost - Netflix". نتفليكس. مؤرشف من الأصل في 2021-03-08. اطلع عليه بتاريخ 2017-11-24.
2. ↑  "Weekly Program Rankings". ABC Medianet. 10 مايو 2005. مؤرشف من الأصل في 2019-08-04. اطلع عليه بتاريخ 2008-07-30.
3. ↑  Carabott, Chris, (October 30, 2008) "IGN: The Greater Good Review", آي جي إن. "نسخة مؤرشفة". مؤرشف من الأصل في 2016-01-12. اطلع عليه بتاريخ 2021-06-12.{{استشهاد ويب}}:  صيانة الاستشهاد: BOT: original URL status unknown (link)